# Provincia de Ostrogotia
La provincia de Ostrogotia (en sueco: Östergötlands län) o provincia de Gotia Oriental es una de las 21 provincias que conforman Suecia. Cuenta con un gobierno civil o länsstyrelse, el cual es dirigido por un gobernador nombrado por el gobierno. También posee una diputación provincial o landsting, la cual es la representación municipal nombrada por el electorado del provincia. Su capital histórica es Linköping, mientras que su principal ciudad industrial es Norrköping. Prácticamente coincide con la provincia histórica (landskap) de Ostrogotia. Tiene una superficie de 10 562 km².

## Etimología
Ostrogotia se traduce literalmente como «Gotia oriental».

## Historia
A través de una decisión del gobierno en 1634, se estableció la división de Suecia en provincias (län) y Ostrogotia se convirtió en una provincia separada con Linköping como su ciudad capital. Antes de 1718, el condado también se llamaba provincia de Linköping.

### Antiguo condado
Desde la unión, Ostrogotia constaba de cuatro divisiones: la provincia de Ringstaholm, la provincia de Stegeborg, la provincia de Hof y la provincia de Stäkeholm. Durante el final del siglo XV, la provincia de Ringstaholm se eliminó y Ydre y Kinda se separaron de la provincia de Stäkeholm al mismo tiempo que se formaron la provincia de Linköping y la provincia de Vadstena. Desde finales del siglo XVI, también hubo una división llamada Bråborgs län y aproximadamente al mismo tiempo se formó Finspånga län (un distrito).

## Geografía
La provincia comprende la provincia histórica de Ostrogotia y partes más pequeñas de provincias adyacentes. El área de la provincia es de 11.630 km², de los cuales 10.562 km² son superficie terrestre. El nueve por ciento del área total es agua. Parte de esta agua es el canal de Göta. 
Stenabohöjden en el municipio de Ydre es el punto más alto del condado, que mide 327 metros sobre el nivel del mar. Al este, el condado limita con el mar Báltico. En el archipiélago, con unas 6.300 islas, tres bahías profundas se extienden hacia el condado: Bråviken, Slätbaken y Valdemarsviken. Linköping y Norrköping son las áreas urbanas octava y décima más grandes del país (2018), respectivamente, con una distancia mutua de poco más de 40 km. La población de los municipios ocupa el quinto y noveno lugar en Suecia y juntos constituyen la cuarta región metropolitana más grande del país. Juntos, los municipios se comercializan a sí mismos como Suecia Oriental.

## Municipios
- Åtvidaberg
- Boxholm
- Finspång
- Kinda
- Linköping
- Mjölby
- Motala
- Norrköping
- Ödeshög
- Söderköping
- Vadstena
- Valdemarsvik
- Ydre